# Orobanche cooperi
Orobanche cooperi är en snyltrotsväxtart som först beskrevs av Samuel Frederick Gray, och fick sitt nu gällande namn av Heller. Orobanche cooperi ingår i släktet snyltrötter, och familjen snyltrotsväxter.

## Underarter
Arten delas in i följande underarter:
- O. c. cooperi
- O. c. latiloba

## Bildgalleri

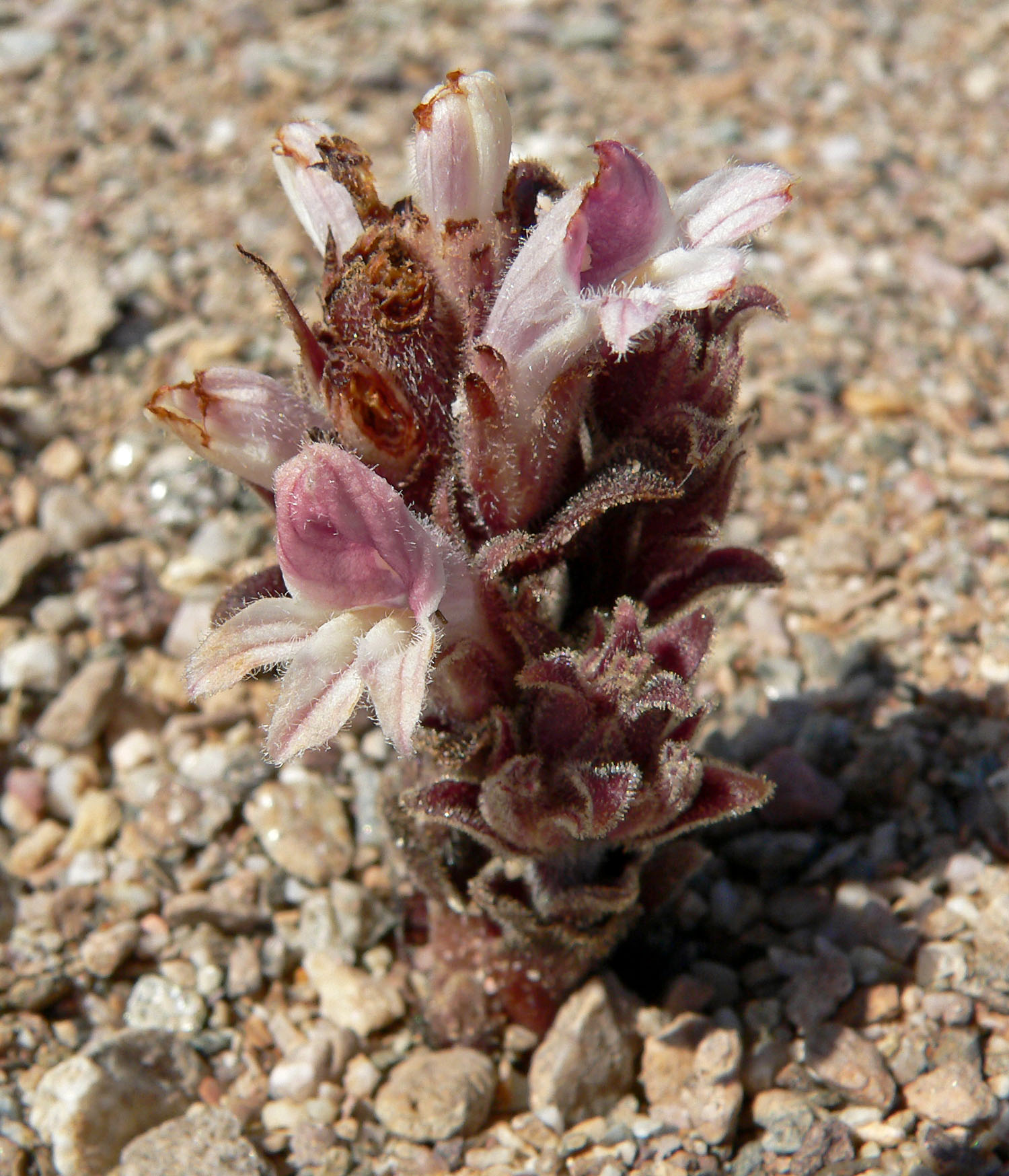
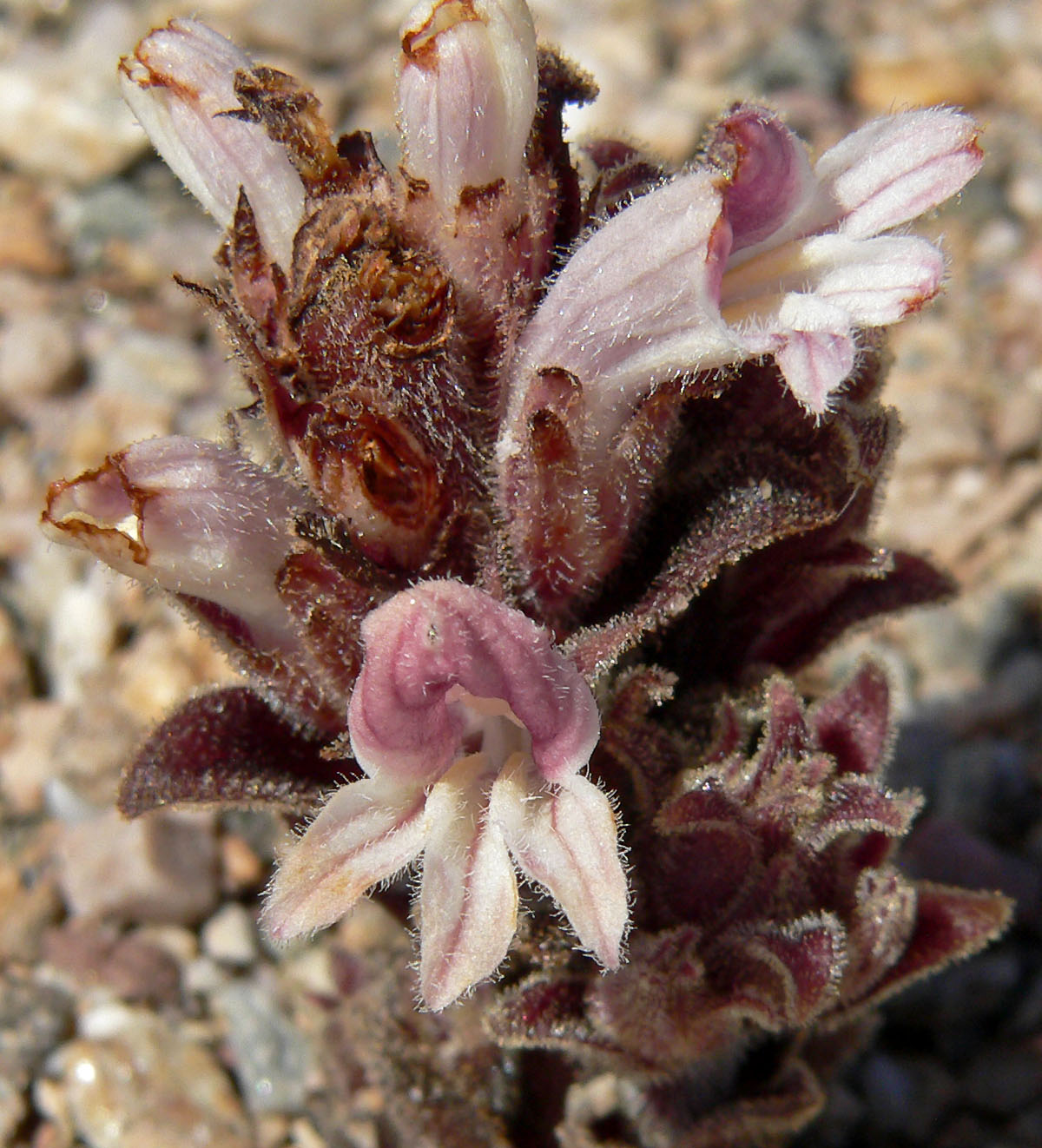
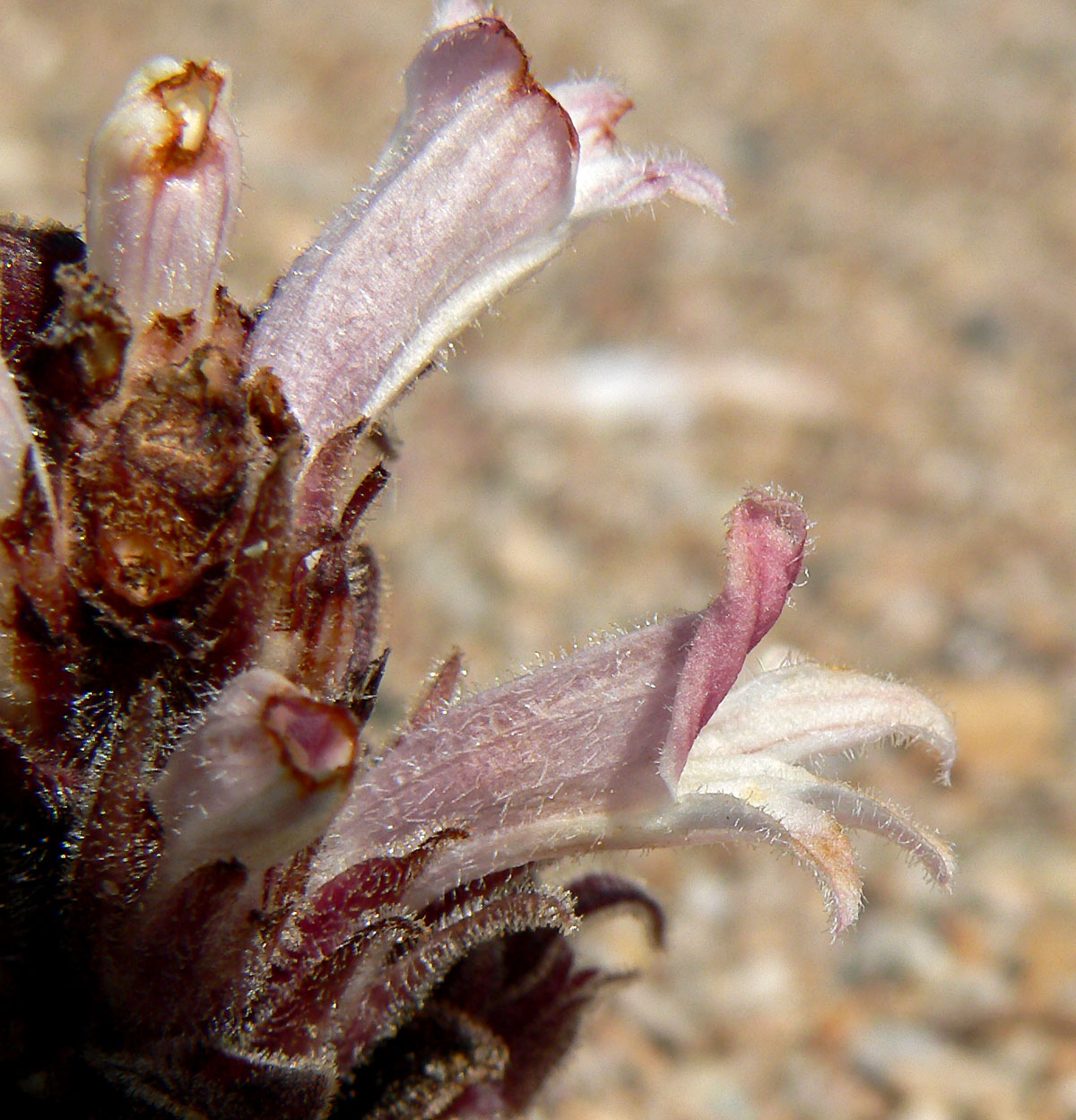